# Plisa (gmina)
Plisa (początkowo Plissa) – dawna gmina wiejska istniejąca do 1945 roku w woj. nowogródzkim/Ziemi Wileńskiej/woj. wileńskim w Polsce (obecnie na Białorusi). Siedzibą gminy było miasteczko Plisa (Plissa; 844 mieszk. w 1921 roku).
Na samym początku okresu międzywojennego gmina Plissa należała do powiatu dziśnieńskiego w woj. nowogródzkim. 13 kwietnia 1922 roku gmina wraz z całym powiatem dziśnieńskim została przyłączona do Ziemi Wileńskiej, przekształconej 20 stycznia 1926 roku w województwo wileńskie.
11 kwietnia 1929 roku do gminy Plissa przyłączono części gmin  Głębokie i Prozoroki oraz zniesionej gminy Czerniewicze, natomiast fragmenty gminy Plissa włączono do gminy Prozoroki, a z części gminy utworzono nową gminę Hołubicze. 
Po wojnie obszar gminy Plisa został odłączony od Polski i włączony do Białoruskiej SRR.

## Demografia
Według Powszechnego Spisu Ludności z 1921 roku gminę zamieszkiwało 10 555 osób, 3 744 było wyznania rzymskokatolickiego, 6 239 prawosławnego, 3 ewangelickiego, 111 staroobrzędowego, 453 mojżeszowego a 5 mahometańskiego. Jednocześnie 3 058 mieszkańców zadeklarowało polską, 7 079 białoruską, 410 żydowską, 3 litewską, 2 estońską, 1 ukraińską i 2 rosyjską przynależność narodową. Było tu 1 777 budynków mieszkalnych.